# Шапша (Ленінградська область)
Шапша (рос. Шапша) — присілок у Лодєйнопольському районі Ленінградської області Російської Федерації.
Населення становить 59 осіб. Належить до муніципального утворення Янегське сільське поселення.

## Історія
Згідно із законом від 20 вересня 2004 року № 63-оз належить до муніципального утворення Янегське сільське поселення.

## Населення
| 1879 | 1905 | 1927 | 1997 | 2007 | 2010 | 2014 |
| ---- | ---- | ---- | ---- | ---- | ---- | ---- |
| 135  | ↘116 | ↘100 | ↘65  | ↘57  | ↘36  | ↗59  |